# Kauai-Langbeineule
Die Kauai-Langbeineule (Grallistrix auceps) ist eine ausgestorbene Eule aus der Gattung Grallistrix. Sie war lediglich auf der hawaiianischen Insel Kauaʻi beheimatet, wo sie vermutlich in dichten Wäldern Singvögel jagte. Für eine Eule hatte sie außergewöhnlich kurze Flügel und lange Beine, entsprach in der Größe aber in etwa einem Waldkauz (Strix aluco) und war nach der Molokai-Langbeineule (G. geleches) die zweitgrößte Art ihrer Gattung. Wahrscheinlich starb sie durch die von den Polynesiern eingeführten Schweine und Pazifischen Ratten (Rattus exulans) aus.

## Merkmale
Die Kauai-Langbeineule war relativ schlank gebaut und verfügte über lange Beine und Klauen sowie über verhältnismäßig kurze Flügel, was ihr vermutlich einen wendigen Flug zwischen Bäumen erlaubte. In der Größe glich sie in etwa einem Waldkauz (Strix aluco). Der Schädel war für Eulen relativ schmal.

## Lebensweise und Verbreitung

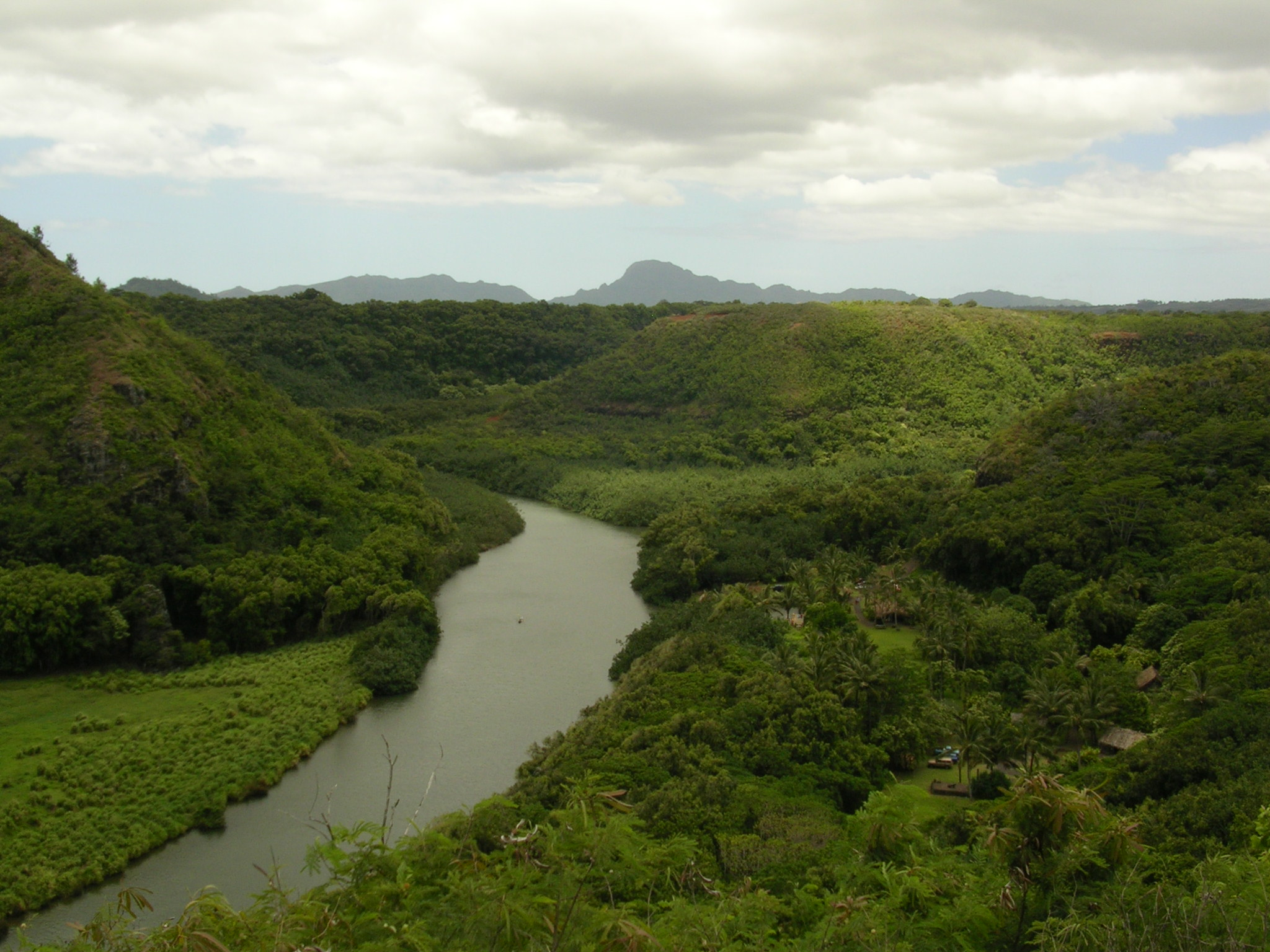
Waldlandschaften, wie sie auch heute noch auf Kauaʻi existieren, waren wohl der vorrangige Lebensraum der Eule

Tagaktive Singvögel wie die teilweise ausgestorbenen Kleidervögel dienten der Kauai-Langbeineule wahrscheinlich als Hauptnahrung, was im Gegensatz zu den vorrangig nachtaktiven heutigen Eulen steht, die sich in der Regel von Kleinsäugetieren ernähren. Andere inselbewohnende Beutegreifer, die sich von kleinen Waldvögeln ernähren, zeigen eine ähnliche Morphologie, die darauf abzielt, flinke Kleinvögel im Flug zu fangen. Die Eulen der Gattung Grallistrix waren vermutlich Bodenbrüter, was sie besonders empfindlich für Nestraub durch eingeschleppte Säugetiere machte.
Das Verbreitungsgebiet der Kauai-Langbeineule beschränkte sich nach heutigen Erkenntnissen auf  Kauaʻi, die am weitesten abgelegene Insel des hawaiischen Archipels.

## Systematik
Obgleich die Kauai-Langbeineule der Molokai-Langbeineule in den Körpermaßen ähnelt, macht die geographische Isolation Kauaʻis eine nähere Verwandtschaft der beiden Arten unwahrscheinlich. Auch das Verbreitungsgebiet der kleineren Oahu-Langbeineule (G. orion) spricht dagegen.

## Belege und Quellen